# كريس ديفيز (سياسي ويلزي)
كريس ديفيز (بالإنجليزية: Christopher Davies)‏ هو سياسي بريطاني وبريطاني، ولد في 18 أغسطس 1967 في المملكة المتحدة. حزبياً، نشط في حزب المحافظين. وقد في الانتخابات العامة في المملكة المتحدة 2015، انتخب عضو برلمان المملكة المتحدة الـ56 عن دائرة بريكون ورادنورشير وقد انضم خلال فترته النيابية ‏ (8 مايو 2015 – 3 مايو 2017) للكتلة البرلمانية حزب المحافظين وفي الانتخابات التشريعية البريطانية 2017، انتخب عضو برلمان المملكة المتحدة الـ57 عن دائرة بريكون ورادنورشير وقد انضم خلال فترته النيابية ‏ (8 يونيو 2017 – ) للكتلة البرلمانية حزب المحافظين.

## وصلات خارجية
- الموقع الرسمي